# Judith Andersen
Judith Andersen (nu Judith Lyster, født 16. november 1951 i Købehavn) er en tidligere dansk roer. 
Judith Andersen var medlem af Roskilde Roklub. Hun vandt danmarksmesterskabet i singlesculler i 1969 og flere andre mesterskaber i dobbeltfirer og dobbeltsculler i 1970'erne.
Judith Andersen deltog i Sommer-OL 1976 i Montreal i dobbeltfirer med styrmand. Båden blev nr. 6 i finalen.  Det var første gang der blev konkurreret i roning for kvinder ved et OL. De øvrige roere i båden var Else Mærsk, Ribe Roklub, Karen Margrethe Nielsen, Fredericia og Kirsten Thomsen, Lyngby Dameroklub. Kirsten Plum, Lyngby Dameroklub var styrmand.
Andersen var Danmarks fanebærer ved åbningsceremonien til OL i 1976 og den første danske kvindelige fanebærer til et OL. Dansk Idrætsforbund udtalte da hun blev udpeget til fanebærer at "hun er høj, nordisk af udseende, og har en flot gang".
Senere har Judith Andersen virket som national og international banedommer ved roning i over 25 år.